# Zeugophora abnormis
Zeugophora abnormis är en skalbaggsart som först beskrevs av J. L. Leconte 1850.  Zeugophora abnormis ingår i släktet Zeugophora och familjen Megalopodidae. Inga underarter finns listade i Catalogue of Life.